# 禿鸛屬
禿鸛屬（學名：Leptoptilos）為體型巨大的熱帶鸛科鳥類，其中兩種禿鸛分布於亞洲南部，而禿鸛則分布於撒哈拉以南非洲。身高多半可達110至150（43至59英寸），翼展則可達210至250（83至98英寸）。三種禿鸛背側及翅膀羽毛均為黑色，腹側羽毛及下尾羽則為白色；頭部及頸部與禿鷲一樣沒有羽毛；巨大的鳥喙長而厚實。幼雛嘴喙較短，全身呈棕灰色。
禿鸛屬多半成群棲居於溼地，用樹枝在樹上構築巨大的鳥巢。主要以青蛙、昆蟲、幼雛、蜥蜴及齧齒類為食。牠們同時也是食腐動物，因此和禿鷲一樣頭部與頸部均不具有羽毛；在將頭埋進屍首中時可以維持頭部的清潔，若頭部具有羽毛則這些羽毛很快就會沾上血塊或是其他難以去除的髒污。
大部分鸛科物種在飛行時會將頸部伸直，但是禿鸛屬在飛行時會將頸部縮回，類似於鷺科。

## 物種

### 現存物種
| 圖片 | 學名                   | 中文名   | 分布地區                                                                               |
| ---- | ---------------------- | -------- | -------------------------------------------------------------------------------------- |
|      | Leptoptilos javanicus  | 小禿鸛   | 印度、尼泊爾、斯里蘭卡、孟加拉、緬甸、泰國、越南、馬來西亞、寮國、新加坡、印尼及柬埔寨 |
|      | Leptoptilos dubius     | 橙頸禿鸛 | 北印度                                                                                 |
|      | Leptoptilos crumenifer | 非洲禿鸛 | 撒哈拉以南非洲                                                                         |

### 化石物種
本屬具有豐富的化石紀錄，包括被遠古人類狩獵的 L. titan、於上新世廣泛分布的 L. falconeri。
- †法氏禿鸛（英语：Leptoptilos falconeri） Leptoptilos falconeri (早至晚上新世，南亞與東非)
- †印度禿鸛（英语：Leptoptilos indicus） Leptoptilos indicus (晚上新世，印度西瓦利克山脈) – 原名為 Cryptociconia indica，可能為 L. falconeri (Louchart et al. 2005)
- †呂氏禿鸛（英语：Leptoptilos lüi） Leptoptilos lüi (中更新世，中國遼寧省金牛山遺址)
- †巴塔戈尼亞禿鸛（英语：Leptoptilos patagonicus） Leptoptilos patagonicus (晚中新世，阿根廷瓦爾德斯半島)
- †Leptoptilos pliocenicus（英语：Leptoptilos pliocenicus） (早上新世，烏克蘭奧德薩、衣索匹亞 Urugus 以及晚上新世，查德科羅托羅（英语：Koro Toro）、坦尚尼亞奥杜瓦伊峡谷) – 可能為 L. falconeri
- †Leptoptilos richae（英语：Leptoptilos richae） (晚中新世，突尼西亞 Bled ed Douarah 、埃及 Wadi Moghara)
- †强壮禿鸛（英语：Leptoptilos robustus） Leptoptilos robustus (更新世，印尼弗洛勒斯島)[3]
- †泰坦禿鸛（英语：Leptoptilos titan） Leptoptilos titan (中至晚更新世，印尼爪哇 Watualang)
- †Leptoptilos sp. (晚中新世，肯亞巴林戈郡：Louchart et al. 2005)
- †西瓦利克禿鸛（英语：Leptoptilos siwalicensis） Leptoptilos siwalicensis (晚中新世至晚上新世，西瓦利克山脈) - 可能為本屬或是近親物種 (Louchart et al. 2005))